# Jacobo José Fitz-James Stuart y Silva
Jacobo José Fitz-James Stuart y Silva (¿? 3 de enero de 1792 - ¿?  5 de enero de 1795) fue un noble español, VI duque de Berwick y VI duque de Liria y Jérica.  
Jacobo nació el 3 de enero de 1792 y  fue el primer hijo del matrimonio entre Jacobo Felipe Fitz-James Stuart zu Stolberg-Gedern, V duque de Liria y Jérica y V duque de Berwick y su mujer María Teresa de Silva-Fernández de Híjar y de Palafox. 
Su padre falleció en Madrid, el 3 de abril de 1794, por lo que el pequeño Jacobo heredó, por un brevísimo lapso temporal y hasta su muerte acaecida el 5 de enero de 1795, los títulos nobiliarios de su progenitor. Fue así el VI duque de Berwick y el VI duque de Liria y Jérica.
Jacobo tuvo un hermano menor, Carlos Miguel Fitz-James Stuart y Silva, nacido póstumo el 19 de mayo de 1794, quien heredó sus títulos siendo el VII duque de Berwick y VII duque de Liria y Jérica.
- Datos: Q6119702